# John Kuck
John Henry Kuck (Wilson, 27 april 1905 – 21 september 1986) was een Amerikaanse atleet, die gespecialiseerd was in het kogelstoten. Hij blonk ook uit in het speerwerpen en het discuswerpen. In deze disciplines behaalde hij vele records. Ook won hij in 1926 de Amerikaanse kampioenschappen speerwerpen.

## Levensloop
Kuck volgde een opleiding aan het Kansas State Teachers College en behaalde zijn eerste succes in 1926 toen hij won bij het kogelstoten bij de universiteitskampioenschappen. Na zijn studie werd hij lid van de Kansas City Athletic Club en later de Olympic Club in San Francisco. Hij was een van de eersten die verder wierp dan 50 voet bij het kogelstoten, 214 voet bij het speerwerpen en 140 voet bij het discuswerpen.
Op de Olympische Spelen van 1928 in Amsterdam won Kuck op 29 juli het onderdeel kogelstoten. Ondanks dat hij herstellende was van een enkelblessure verbeterde hij het wereldrecord tot 15,87. Tweede werd zijn landgenoot Herman Brix, die tot de vijfde poging van Kuck aan de leiding lag. Derde werd Emil Hirschfeld met 15,72 m.
John Kuck werd assistent-coach van de Universiteit van Kansas in 1929. Na zijn sportieve loopbaan werkte hij in de houtindustrie en in een resort in Idaho. In 1972 ging hij met zijn vrouw terug naar Wilson. Hij werd opgenomen in de Helms Foundation Hall of Fame, Emporia State Hall of Fame en de Drake Relays Hall of Fame.

## Titels
- Olympisch kampioen kogelstoten - 1928
- Amerikaans kampioen kogelstoten - 1927
- Amerikaans kampioen speerwerpen - 1926
- NCAA-kampioen kogelstoten - 1926

## Persoonlijke records
| Onderdeel   | Prestatie       | Datum        | Plaats    |
| ----------- | --------------- | ------------ | --------- |
| kogelstoten | 15,87 m (ex-WR) | 29 juni 1928 | Amsterdam |

## Wereldrecords
| Afstand | Datum         | Plaats    |
| ------- | ------------- | --------- |
| 15,87 m | 29 juni 1928  | Amsterdam |
| 15,55 m | 28 april 1928 | Fresno    |

## Palmares

### Kogelstoten
- 1928:  OS - 15,87 m

1896: Bob Garrett ·
1900: Richard Sheldon ·
1904: Ralph Rose ·
1906: Martin Sheridan ·
1908: Ralph Rose ·
1912: Pat McDonald ·
1920: Ville Pörhölä ·
1924: Bud Houser ·
1928: John Kuck ·
1932: Leo Sexton ·
1936: Hans Woellke ·
1948: Wilbur Thompson ·
1952: Parry O'Brien ·
1956: Parry O'Brien ·
1960: Bill Nieder ·
1964: Dallas Long ·
1968: Randy Matson ·
1972: Władysław Komar ·
1976: Udo Beyer ·
1980: Vladimir Kiseljov ·
1984: Alessandro Andrei ·
1988: Ulf Timmermann ·
1992: Mike Stulce ·
1996: Randy Barnes ·
2000: Arsi Harju ·
2004: Adam Nelson ·
2008: Tomasz Majewski ·
2012: Tomasz Majewski ·
2016: Ryan Crouser ·
2020: Ryan Crouser ·
2024: Ryan Crouser